# Кубань (сельское поселение)
Сельское поселение Кубань — муниципальное образование в Гулькевичском районе Краснодарского края.
В рамках административно-территориального устройства Краснодарского края ему соответствует сельский округ Кубань.
Административный центр — посёлок Кубань.

## География
Сельское поселение расположено в восточной части Гулькевичского района Краснодарского края, граничит: с запада — с Новоукраинским и Комсомольским сельскими поселениями района, с юга — с Николенским и Скобелевским сельскими поселениями района, с запада и северо-запада — с Тбилисским муниципальным районом.

### Климат
Зима прохладная, влажная, температура в среднем от 0 до −10 °C; лето жаркое температура достигает +35 °C. Поселение обладает богатой растительностью, водными ресурсами. Протекает река Кубань, речка Синюха. Имеется множества лесов, охотничье хозяйство, в котором обитают кабаны, лоси, олени и многие другие.

## История
На территории поселения имеется жилой дом помещика Пеховских, датированный началом XX века. По словам одной пожилой дамы, имеющаяся на территории поселения часовня (на данный момент практически разрушена), построена помещиком Петриком, проживавшим в посёлке Кубань в здании, которое сейчас практически разрушено, вокруг постройки имелся большой сад с фруктовыми деревьями, затем был вырублен под постройки. Часовня выстояла в годы Великой Отечественной войны, выстояла благодаря технологиям, использовавшимся в тот период времени в строительстве. Под часовней была усыпальница помещика, в которой впоследствии была похоронена его семья.

## Население
| 2010  | 2012  | 2013  | 2014  | 2015  | 2016  | 2017  |
| ----- | ----- | ----- | ----- | ----- | ----- | ----- |
| 6385  | ↘6321 | ↘6276 | ↘6228 | ↘6227 | ↘6199 | ↗6240 |
| 2018  | 2019  | 2020  | 2021  | 2023  |       |       |
| ↗6250 | ↗6295 | ↗6301 | ↗6396 | ↘6328 |       |       |

## Населённые пункты
В состав сельского поселения (сельского округа) входят 8 населённых пунктов:
| № | Населённый пункт | Тип населённого пункта | Население (чел.) |
| - | ---------------- | ---------------------- | ---------------- |
| 1 | Кубань           | посёлок                | ↗2586            |
| 2 | Дальний          | посёлок                | ↘238             |
| 3 | Мирный           | посёлок                | ↘502             |
| 4 | Новоивановский   | посёлок                | ↗1012            |
| 5 | Подлесный        | посёлок                | ↗175             |
| 6 | Советский        | посёлок                | ↗1011            |
| 7 | Трудовой         | посёлок                | ↗164             |
| 8 | Урожайный        | посёлок                | ↗697             |

## Местное самоуправление
- Евгений Иванович Курганский
- Денис Леонидович Кольцо
- с 2018 года - Владимир Александрович Пеплов[14]

## Экономика
Прекрасное место для отдыха (агротуризм, экотуризм). Имеется гостиница, продовольственные магазины. Также на территории поселка имеются предприятия: " Кукуруза - Калибровочный завод" и племзавод " Кубань", который в настоящее время начал свою работу после долгого застоя и разрушения, на территории племзавода выращивается: свекла, пшеница, ячмень и кукуруза. Возрождается поголовье КРС.

## Транспорт
На территории поселения имеется регулярное автобусное сообщение с городами Гулькевичи (24 км) и Кропоткином (30 км от поселения).
Железнодорожные станции — в г. Гулькевичи (электропоезда краевого сообщения, а также на г. Ставрополь и г. Ростов-на-Дону) и в г. Кропоткин — узловая железнодорожная станция «Кавказская».